# Porto Isola di Gela
Il Porto Isola di Gela (II Categoria- III Classe) fu un porto artificiale, a destinazione commerciale, costruito nel periodo 1960-1962 di fronte allo stabilimento petrolchimico di Gela, adiacente alla foce del fiume Gela. 
Si movimentano carichi secchi, prodotti petroliferi e chimici e gas.
La struttura è costituita da un pontile principale lungo 2,8 chilometri, che parte dalla terraferma e termina in un piazzale, e da una diga foranea a parete verticale.
Le attività sono regolate e tenute sotto controllo dalla Capitaneria di Porto di Gela. Dal 2022 il porto è gestito dell'Autorità Portuale della Sicilia Occidentale.
La movimentazione commerciale nel porto è stata fortemente ridimensionata a causa della dismissione degli impianti del Polo petrolchimico. 

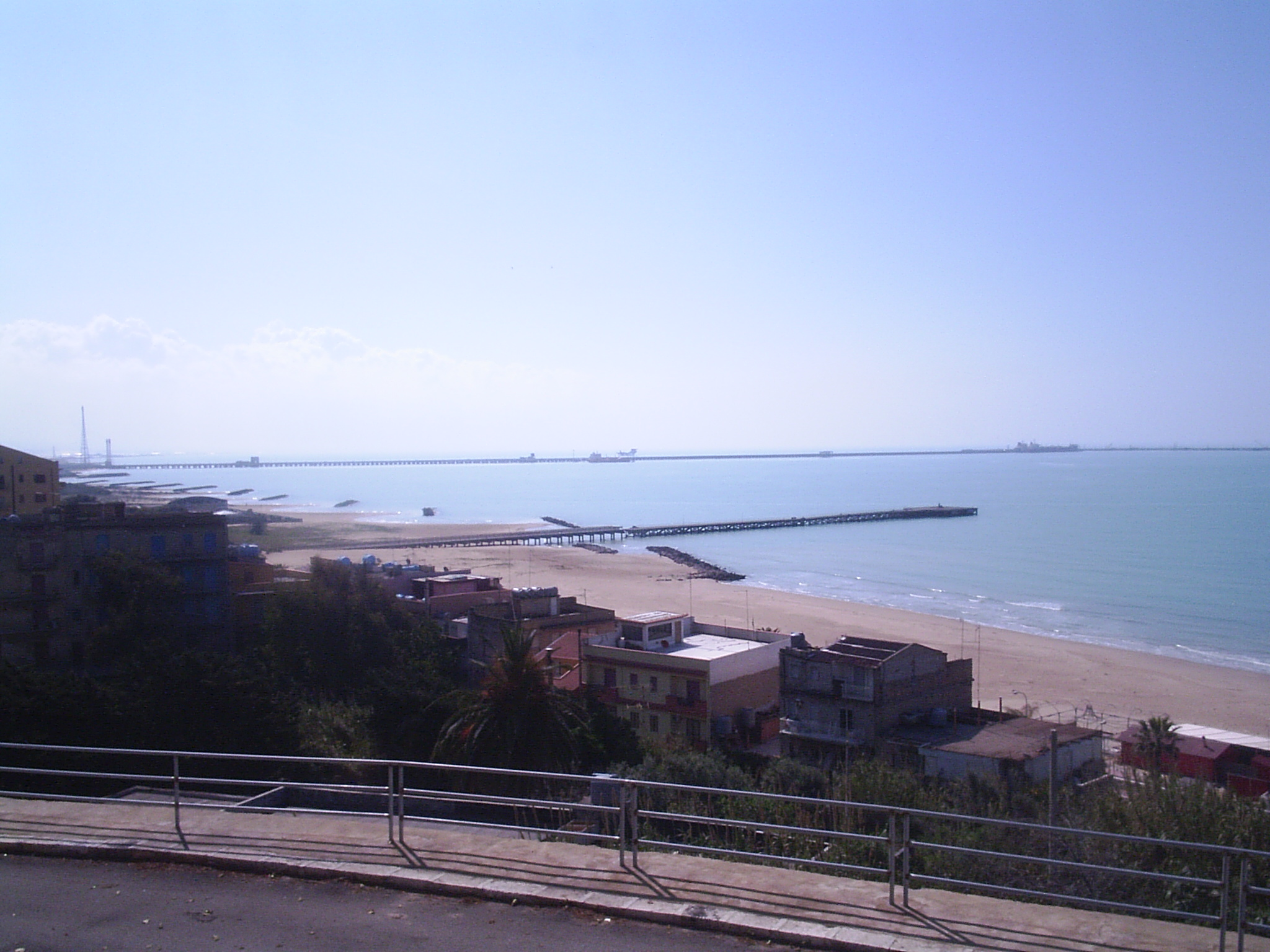
Sullo sfondo il porto isola della città; più vicino il vecchio pontile sbarcatoio.

## Statistiche
| Anno       | 2006      | 2007       | 2008     |
| ---------- | --------- | ---------- | -------- |
| Merci*     | 7.797.022 | -- n.p. -- | 7.400.00 |
| Passeggeri | ---       | ---        | ---      |

* cifre in tonnellate 